# Sigara semistriata
Sigara semistriata – gatunek pluskwiaka z rodziny wioślakowatych (Corixidae).
Występuje w Europie. W Polsce jest gatunkiem pospolitym. Zamieszkuje płytkie wody stojące – słodkie i słonawe. Bardzo szybko pływa i nurkuje. Doskonale lata. Owad podobny do gatunku Sigara striata.